# Jardín botánico de Horsham
El Jardín botánico de Horsham (inglés: Horsham Botanic Gardens) es un jardín botánico con 16 hectáreas de extensión 3 de ellas cultivadas de jardines formales y el resto terreno preservado, junto al río Wimmera en la ciudad de Horsham, estado de Victoria, Australia.

## Localización e información
Los Horsham Botanic Gardens, se ubican junto al río Wimmera.
Horsham Botanic Gardens Horsham, Victoria 3260 Australia.
Planos y vistas satelitales.36°42′0″S 142°12′0″E / -36.70000, 142.20000
El jardín botánico está abierto todos los días del año.

## Historia
Los "Horsham Botanic Gardens" datan de 1878, cuando un bloque de 16 hectáreas (40 acres) era reservado en el lado norte del río Wimmera. Cuando, la tierra era arbolado abierto dominado por "Sheoak" (Casuarinaceae), "Black Box" (Eucalyptus largiflorens), "River Red Gums" (Eucalyptus camaldulensis) a lo largo del río y "Grey Box" (Eucalyptus microcarpa) más lejos en el interior. 
La disposición original de los jardines fue diseñado por el reconocido arquitecto del paisaje William Guilfoyle (1840–1912) quién diseñó el Real Jardín Botánico de Melbourne en 1879, que visitó el sitio y elaboró planes en 1880. Después de estos, diseñó otros varios jardines botánicos regionales más en Victoria. 

## Colecciones
Sin embargo, en Horsham Botanic Gardens lo que se ve actualmente no es para nada como el parque abierto previsto por Guilfoyle. Hay jardines formales que presentan varias áreas distintas: 
- Humedales;
- Orilla;
- "Woodland" urbano;
- Lechos de flores, el lecho de dalias se ha convertido en una tradición,
- Rosaleda,
- Colección de plantas ahorradoras de agua.
- Charca al estilo de Australia.

Los jardines formales contienen un número de especímenes árboles, algunos plantados después de 1880. Hay céspedes sombreados. Clubs del tenis y croquet; y el parque de la caravana, área de barbacoa y de juegos.
El sitio es un sitio aborigen significativo, con algunos de los árboles alrededor del humedal que demuestra muestras del retiro de la corteza mucho antes el establecimiento europeo. Esto está reconocido por un monumento en la esquina noroeste de la reserva. 